# Yaya Fofana
Yaya Kader Fofana (* 12. Juni 2004 in Yopougon) ist ein ivorisch-malischer Fußballspieler, der bei Stade Reims in der Ligue 1 spielt.

## Karriere

### Verein
Fofana begann seine fußballerische Ausbildung bei der Afrique Football Élite in Malis Hauptstadt Bamako. Im Sommer 2022 wechselte er nach Frankreich zum RC Lens. Hier kam er noch zu drei A-Junioren-Einsätzen, stand in der Ligue 1 im Kader und wurde dort Vizemeister und war Stammspieler in der National 3 bei der zweiten Mannschaft.
Nach einem Jahr bei Lens wechselte er im Juli 2023 zum Ligakonkurrenten Stade Reims. Dort debütierte er nachdem er fünf Tore in seinen ersten sieben Reserveeinsätzen Anfang Februar 2024 (20. Spieltag) nach Einwechslung gegen den FC Toulouse in der Ligue 1 im Profibereich. Insgesamt kam er in der Saison 2023/24 auf vier Ligue-1-Spiele, zwei Pokalspiele und acht Tore in elf Fünftligapartien in der zweiten Mannschaft.

### Nationalmannschaft
Seit März 2024 steht Fofana im Kader der ivorischen U23-Nationalmannschaft.

## Erfolge
RC Lens
- Französischer Vizemeister: 2023 (ohne Einsatz)